# Jacewo
Jacewo – wieś w Polsce, położona w województwie kujawsko-pomorskim, w powiecie inowrocławskim, w gminie Inowrocław.

## Podział administracyjny
W latach 1975–1998 miejscowość administracyjnie należała do województwa bydgoskiego.

## Demografia
Według Narodowego Spisu Powszechnego (marzec 2011 r.) wieś liczyła 569 mieszkańców. Jest trzecią co do wielkości miejscowością gminy Inowrocław.

## Obiekty noclegowe
W miejscowości znajduje się gościniec z początków XIX wieku noszący obecnie nazwę „U Nadraja”. W 2016 w Jacewie 84A (przy drodze wojewódzkiej nr 252) rozpoczął działalność nowy obiekt pod nazwą „Gościniec pod Młynem”, świadczący usługi gastronomiczne i hotelarskie.

## Gospodarka
Do 2020 siedziba przedsiębiorstwa Alstal.